# Tarczynka (Góry Kaczawskie)
Tarczynka (niem. Kuttenberg, 422 m n.p.m.) – wzniesienie w północno-zachodniej części Północnego Grzbietu Gór Kaczawskich, w Sudetach Zachodnich, pomiędzy Szubieniczną a Babińcem, nad wsią Tarczyn.
Tarczynka zbudowana jest ze staropaleozoicznych skał metamorficznych – fyllitów i kwarcytów, należących do metamorfiku kaczawskiego. Porośnięta lasem świerkowym z zarastającymi polanami i łąkami. Rozległe widoki.